# Nymphon profundum
Nymphon profundum is een zeespin uit de familie Nymphonidae. De soort behoort tot het geslacht Nymphon. Nymphon profundum werd in 1942 voor het eerst wetenschappelijk beschreven door Hilton. 